# Campodorus ciliatus
Campodorus ciliatus là một loài tò vò trong họ Ichneumonidae.